# 쿼크 모드
쿼크 모드(Quirks mode, 쿽스 모드)는 오래된 웹 브라우저를 위하여 디자인된 웹 페이지의 하위 호환성을 유지하기 위해 W3C나 IETF의 표준을 엄격히 준수하는 표준 모드(Standards Mode)를 대신하여 쓰이는 웹 브라우저 기술을 가리킨다. 같은 코드라도 웹 브라우저마다 서로 다르게 해석하므로 전혀 다른 결과물을 보여주게 된다.

## 쿼크 모드의 발생 원인
- DOCTYPE 선언이 존재하지 않거나 잘못 적혀있을 경우, 웹 브라우저는 문서를 쿼크 모드로 해석한다.
- DOCTYPE 선언 내의 URL이 생략된 경우, 웹 브라우저는 문서를 쿼크 모드로 해석한다. 예를 들어, <!DOCTYPE html PUBLIC "-//W3C//DTD HTML 4.01 Transitional//EN" "http://www.w3.org/TR/html4/loose.dtd">
 이 선언을 <!DOCTYPE html PUBLIC "-//W3C//DTD HTML 4.01 Transitional//EN">
 이렇게 적으면 쿼크 모드가 발생한다.
- 인터넷 익스플로러의 경우, DOCTYPE 선언 윗쪽에 주석이나 다른 문자가 들어갔을때에 문서를 쿼크 모드로 해석한다.

## 같이 보기
- 대한민국의 웹 호환성 문제
- 문서 형식 정의